# 穆罕默德·朱纳加里
穆罕默德·易卜拉欣·朱纳加里（英語：Muhammad Ibrahim Junagarhi，1890年—1941年），英屬印度伊斯兰学者，共同创立了全印圣训人们会议（英語：All-India Ahl-i Hadith Conference），并担任全印圣训人们会议主席。他以将古兰经的“最佳解释的诠释”（英語：Tafsir Ahsanul Bayaan）翻译成乌尔都语而闻名。他也被称为“哈迪布·印德”（英語：Khateeb e-Hind）。